# Coupe du monde de snowboard 2015-2016
Navigation
Édition précédente Édition suivante
La Coupe du monde de snowboard 2014-2015 est la 22e saison de la Coupe du monde de snowboard organisé par la Fédération internationale de ski.

## Classements

### Slalom

#### Général
| Rang | Nom                | Points |
| ---- | ------------------ | ------ |
| 1    | Radoslav Yankov    | 4050   |
| 2    | Roland Fischnaller | 3620   |
| 3    | Andrey Sobolev     | 3046   |
| 4    | Andreas Prommegger | 2940   |
| 5    | Rok Marguč         | 2790   |

| Rang | Nom                   | Points |
| ---- | --------------------- | ------ |
| 1    | Ester Ledecka         | 4750   |
| 2    | Ekaterina Tudegesheva | 3720   |
| 3    | Patrizia Kummer       | 3530   |
| 4    | Ladina Jenny          | 3130   |
| 5    | Ina Meschik           | 3010   |

#### Slalom Parallèle
| Rang | Nom                | Points |
| ---- | ------------------ | ------ |
| 1    | Roland Fischnaller | 2860   |
| 2    | Mirko Felicetti    | 2050   |
| 3    | Radoslav Yankov    | 1890   |
| 4    | Edwin Coratti      | 1848   |
| 5    | Christoph Mick     | 1664   |

| Rang | Nom                   | Points |
| ---- | --------------------- | ------ |
| 1    | Patrizia Kummer       | 2770   |
| 2    | Ekaterina Tudegesheva | 2020   |
| 3    | Ina Meschik           | 1870   |
| 4    | Ladina Jenny          | 1820   |
| 5    | Ester Ledecká         | 1750   |

#### Slalom-Géant Parallèle
| Rang | Nom                | Points |
| ---- | ------------------ | ------ |
| 1    | Andrey Sobolev     | 2300   |
| 2    | Radoslav Yankov    | 2160   |
| 3    | Andreas Prommegger | 1680   |
| 4    | Nevin Galmarini    | 1340   |
| 5    | Rok Marguč         | 1270   |

| Rang | Nom                   | Points |
| ---- | --------------------- | ------ |
| 1    | Ester Ledecká         | 3000   |
| 2    | Ekaterina Tudegesheva | 1700   |
| 3    | Marion Kreiner        | 1400   |
| 4    | Ladina Jenny          | 1310   |
| 5    | Julie Zogg            | 1190   |

### Freestyle

#### Général
| Rang | Nom           | Points |
| ---- | ------------- | ------ |
| 1    | Ryoh Aono     | 3250   |
| 2    | Chris Corning | 2520   |
| 3    | Max Parrot    | 2000   |
| 4    | Max Eberhardt | 1930   |
| 5    | Ryan Stassel  | 1852   |

| Rang | Nom            | Points |
| ---- | -------------- | ------ |
| 1    | Jamie Anderson | 3360   |
| 2    | Cai Xuetong    | 2500   |
| 3    | Katie Ormerod  | 2390   |
| 4    | Karly Shorr    | 2250   |
| 5    | Kelly Clark    | 2000   |

#### Half-Pipe
| Rang | Nom            | Points |
| ---- | -------------- | ------ |
| 1    | Ryoh Aono      | 3250   |
| 2    | Raibu Katayama | 1750   |
| 3    | Chase Josey    | 1130   |
| 4    | Taku Hiraoka   | 1120   |
| 5    | Matt Ladley    | 1000   |

| Rang | Nom         | Points |
| ---- | ----------- | ------ |
| 1    | Cai Xuetong | 2500   |
| 2    | Kelly Clark | 2000   |
| 3    | Chloe Kim   | 1800   |
| 4    | Liu Jiayu   | 1570   |
| 5    | Hikaru Oe   | 1470   |

#### Slopestyle
| Rang | Nom            | Points |
| ---- | -------------- | ------ |
| 1    | Chris Corning  | 2520   |
| 2    | Brandon Davis  | 1630   |
| 3    | Max Eberhardt  | 1610   |
| 4    | Brock Crouch   | 1340   |
| 5    | Jamie Nicholls | 1220   |

| Rang | Nom                  | Points |
| ---- | -------------------- | ------ |
| 1    | Jamie Anderson       | 2000   |
| 2    | Karly Shorr          | 1850   |
| 3    | Silvia Mittermueller | 1660   |
| 4    | Jessika Jenson       | 1400   |
| 5    | Katie Ormerod        | 1300   |

#### Big Air
| Rang | Nom                    | Points |
| ---- | ---------------------- | ------ |
| 1    | Max Parrot             | 2000   |
| 2    | Tyler Nicholson        | 930    |
| 3    | Seppe Smits            | 900    |
| 4    | Michael Ciccarelli     | 800    |
| 5    | Sebastien Konijnenberg | 650    |

| Rang | Nom            | Points |
| ---- | -------------- | ------ |
| 1    | Jamie Anderson | 1360   |
| 1    | Julia Marino   | 1360   |
| 3    | Jenna Blasman  | 1090   |
| 3    | Katie Ormerod  | 1090   |
| 5    | Brooke Voigt   | 840    |

### Cross
| Rang | Nom                 | Points |
| ---- | ------------------- | ------ |
| 1    | Pierre Vaultier     | 5140   |
| 2    | Alessandro Hämmerle | 3840   |
| 3    | Lucas Eguibar       | 3366   |
| 4    | Nikolay Olyunin     | 3180   |
| 5    | Alex Pullin         | 3163   |

| Rang | Nom                 | Points |
| ---- | ------------------- | ------ |
| 1    | Michela Moioli      | 5100   |
| 2    | Eva Samková         | 5060   |
| 3    | Belle Brockhoff     | 4460   |
| 4    | Chloé Trespeuch     | 4260   |
| 5    | Nelly Moenne-Loccoz | 4220   |

## Calendrier et podiums

### Hommes

#### Slalom
| 12 décembre 2015 | Carezza           | PGS | Radoslav Yankov       | Andrey Sobolev        | Nevin Galmarini       |                       |  |
| 23 janvier 2016  | Rogla             | PGS | Andrey Sobolev        | Radoslav Yankov       | Vic Wild              |                       |  |
| 27 février 2016  | Kayseri           | PGS | Andreas Prommegger    | Rok Marguč            | Patrick Bussler       |                       |  |
|                  |                   |     |                       |                       |                       |                       |  |
| 19 décembre 2015 | Cortina d'Ampezzo | PSL | Christoph Mick        | Roland Fischnaller    | Mirko Felicetti       |                       |  |
| 8 janvier 2016   | Bad Gastein       | PSL | Radoslav Yankov       | Maurizio Bormolini    | Mirko Felicetti       |                       |  |
| 30 janvier 2016  | Moscou            | PSL | Roland Fischnaller    | Benjamin Karl         | Rok Marguč            |                       |  |
| 13 février 2016  | Jauerling         | PSL | organizational issues | organizational issues | organizational issues | organizational issues |  |
| 6 mars 2016      | Winterberg        | PSL | Edwin Coratti         | Roland Fischnaller    | Rok Marguč*           |                       |  |

#### Freestyle
| Date             | Lieu     | Épreuve | Vainqueur  | Second             | Troisième      |
| ---------------- | -------- | ------- | ---------- | ------------------ | -------------- |
| 14 novembre 2015 | Londres  | BA      | annulé     | annulé             | annulé         |
| 28 novembre 2015 | Seoul    | BA      | annulé     | annulé             | annulé         |
| 19 décembre 2015 | Istanbul | BA      | annulé     | annulé             | annulé         |
| 11 février 2016  | Boston   | BA      | Max Parrot | Michael Ciccarelli | Chas Guldemond |
| 13 février 2016  | Québec   | BA      | Max Parrot | Tyler Nicholson    | Ryan Stassel   |

| Date            | Lieu                | Épreuve | Vainqueur      | Second        | Troisième          |
| --------------- | ------------------- | ------- | -------------- | ------------- | ------------------ |
| 22 août 2015    | Cardrona            | SBS     | Chris Corning  | Yuki Kadono   | Michael Ciccarelli |
| 21 janvier 2016 | Mammoth Mountain    | SBS     | Brandon Davis  | Eric Willett  | Chas Guldemond     |
| 21 février 2016 | Bogwang/Pyeongchang | SBS     | Brock Crouch   | Seppe Smits   | Ville Paumola      |
| 20 mars 2016    | Špindlerův Mlýn     | SBS     | Jamie Nicholls | Chris Corning | Billy Morgan       |

| Date            | Lieu             | Épreuve | Vainqueur      | Second       | Troisième           |
| --------------- | ---------------- | ------- | -------------- | ------------ | ------------------- |
| 30 août 2015    | Cardrona         | HP      | Raibu Katayama | Taku Hiraoka | Iouri Podladtchikov |
| 24 janvier 2016 | Mammoth Mountain | HP      | Ryoh Aono      | Chase Josey  | Gabe Ferguson       |
| 6 février 2016  | Park City        | HP      | Matt Ladley    | Ryoh Aono    | Naito Ando          |
| 14 février 2016 | Sapporo          | HP      | Ryoh Aono      | Markus Malin | Raibu Katayama      |

#### Cross
| Date             | Lieu                | Épreuve | Vainqueur                                            | Second                                               | Troisième                                            |                                                      |
| ---------------- | ------------------- | ------- | ---------------------------------------------------- | ---------------------------------------------------- | ---------------------------------------------------- | ---------------------------------------------------- |
| 12 décembre 2015 | Montafon            | SBX     | Alessandro Hämmerle                                  | Markus Schairer                                      | Nikolay Olyunin                                      |                                                      |
| 19 décembre 2015 | Cortina d'Ampezzo   | SBX     | neige insuffisante; remplacé par un slalom parallèle | neige insuffisante; remplacé par un slalom parallèle | neige insuffisante; remplacé par un slalom parallèle | neige insuffisante; remplacé par un slalom parallèle |
| 23 janvier 2016  | Feldberg            | SBX     | Nikolay Olyunin                                      | Pierre Vaultier                                      | Alex Pullin                                          |                                                      |
| 24 janvier 2016  | Feldberg            | SBX     | Pierre Vaultier                                      | Nikolay Olyunin                                      | Lluís Marin Tarroch                                  |                                                      |
| 20 février 2016  | Sunny Valley, Miass | SBX     | Pierre Vaultier                                      | Christopher Robanske                                 | Lucas Eguibar                                        |                                                      |
| 27 février 2016  | Bogwang/Pyeongchang | SBX     | Nate Holland                                         | Pierre Vaultier                                      | Nick Baumgartner                                     |                                                      |
| 5 mars 2016      | Veysonnaz           | SBX     | Baptiste Brochu                                      | Pierre Vaultier                                      | Alessandro Hämmerle                                  |                                                      |
| 6 mars 2016      | Veysonnaz           | SBX     | Lucas Eguibar                                        | Nick Baumgartner                                     | Alessandro Hämmerle                                  |                                                      |
| 12 mars 2016     | Squaw Valley        | SBX     | organizational issues                                | organizational issues                                | organizational issues                                | organizational issues                                |
| 20 mars 2016     | Baqueira Beret      | SBX     | Alex Pullin                                          | Kevin Hill                                           |                                                      |                                                      |

### Femmes

#### Slalom
| 12 décembre 2015 | Carezza           | PGS | Ester Ledecká          | Ladina Jenny          | Yekaterina Tudegesheva |                       |  |
| 23 janvier 2016  | Rogla             | PGS | Ester Ledecká          | Marion Kreiner        | Yekaterina Tudegesheva |                       |  |
| 27 février 2016  | Kayseri           | PGS | Ester Ledecká          | Sabine Schöffmann     | Ina Meschik            |                       |  |
|                  |                   |     |                        |                       |                        |                       |  |
| 19 décembre 2015 | Cortina d'Ampezzo | PSL | Patrizia Kummer        | Nadya Ochner          | Cheyenne Loch          |                       |  |
| 8 janvier 2016   | Bad Gastein       | PSL | Yekaterina Tudegesheva | Julia Dujmovits       | Sabine Schöffmann      |                       |  |
| 30 janvier 2016  | Moscou            | PSL | Patrizia Kummer        | Ladina Jenny          | Ester Ledecká          |                       |  |
| 13 février 2016  | Jauerling         | PSL | organizational issues  | organizational issues | organizational issues  | organizational issues |  |
| 6 mars 2016      | Winterberg        | PSL | Alena Zavarzina        | Ina Meschik           | Ramona Hofmeister      |                       |  |

#### Freestyle
| Date             | Lieu     | Épreuve | Vainqueur      | Second        | Troisième         |
| ---------------- | -------- | ------- | -------------- | ------------- | ----------------- |
| 14 novembre 2015 | Londres  | BA      | annulé         | annulé        | annulé            |
| 28 novembre 2015 | Seoul    | BA      | annulé         | annulé        | annulé            |
| 19 décembre 2015 | Istanbul | BA      | annulé         | annulé        | annulé            |
| 11 février 2016  | Boston   | BA      | Julia Marino   | Jenna Blasman | Brooke Voigt      |
| 13 février 2016  | Québec   | BA      | Jamie Anderson | Katie Ormerod | Queralt Castellet |

| Date            | Lieu                | Épreuve | Vainqueur           | Second         | Troisième        |
| --------------- | ------------------- | ------- | ------------------- | -------------- | ---------------- |
| 22 août 2015    | CardronaCardrona    | SBS     | Jamie Anderson      | Laurie Blouin  | Hailey Langland  |
| 21 janvier 2016 | Mammoth Mountain    | SBS     | Anna Gyarmati       | Jessika Jenson | Karly Shorr      |
| 21 février 2016 | Bogwang/Pyeongchang | SBS     | Jamie Anderson      | Karly Shorr    | Christy Prior    |
| 20 mars 2016    | Špindlerův Mlýn     | SBS     | Silvia Mittermüller | Katie Ormerod  | Šárka Pančochová |

| Date            | Lieu             | Épreuve | Vainqueur      | Second        | Troisième           |
| --------------- | ---------------- | ------- | -------------- | ------------- | ------------------- |
| 30 août 2015    | Cardrona         | HP      | Raibu Katayama | Taku Hiraoka  | Iouri Podladtchikov |
| 24 janvier 2016 | Mammoth Mountain | HP      | Kelly Clark    | Chloe Kim     | Maddie Mastro       |
| 6 février 2016  | Park City        | HP      | Chloe Kim      | Maddie Mastro | Kelly Clark         |
| 14 février 2016 | Sapporo          | HP      | Cai Xuetong    | Liu Jiayu     | Clémence Grimal     |

#### Cross
| Date             | Lieu                | Épreuve | Vainqueur                                            | Second                                               | Troisième                                            |                                                      |
| ---------------- | ------------------- | ------- | ---------------------------------------------------- | ---------------------------------------------------- | ---------------------------------------------------- | ---------------------------------------------------- |
| 12 décembre 2015 | Montafon            | SBX     | Nelly Moenne-Loccoz                                  | Lindsey Jacobellis                                   | Mariya Vasiltsova                                    |                                                      |
| 19 décembre 2015 | Cortina d'Ampezzo   | SBX     | neige insuffisante; remplacé par un slalom parallèle | neige insuffisante; remplacé par un slalom parallèle | neige insuffisante; remplacé par un slalom parallèle | neige insuffisante; remplacé par un slalom parallèle |
| 23 janvier 2016  | Feldberg            | SBX     | Eva Samková                                          | Michela Moioli                                       | Chloé Trespeuch                                      |                                                      |
| 24 janvier 2016  | Feldberg            | SBX     | Nelly Moenne-Loccoz                                  | Chloé Trespeuch                                      | Michela Moioli                                       |                                                      |
| 20 février 2016  | Sunny Valley, Miass | SBX     | Eva Samková                                          | Belle Brockhoff                                      | Michela Moioli                                       |                                                      |
| 27 février 2016  | Bogwang/Pyeongchang | SBX     | Chloé Trespeuch                                      | Michela Moioli                                       | Eva Samková                                          |                                                      |
| 5 mars 2016      | Veysonnaz           | SBX     | Alexandra Jekova                                     | Belle Brockhoff                                      | Eva Samková                                          |                                                      |
| 6 mars 2016      | Veysonnaz           | SBX     | Michela Moioli                                       | Lindsey Jacobellis                                   | Nelly Moenne-Loccoz                                  |                                                      |
| 12 mars 2016     | Squaw Valley        | SBX     | organizational issues                                | organizational issues                                | organizational issues                                | organizational issues                                |
| 20 mars 2016     | Baqueira Beret      | SBX     | Belle Brockhoff                                      | Eva Samková                                          | Chloé Trespeuch                                      |                                                      |

### Par Équipe
| Date             | Lieu     | Épreuve | Vainqueur                               | Second                                  | Troisième                                         |
| ---------------- | -------- | ------- | --------------------------------------- | --------------------------------------- | ------------------------------------------------- |
| 13 décembre 2015 | Montafon | SBXT    | France I- Pierre Vaultier - Tony Ramoin | Italie II- Fabio Cordi - Luca Matteotti | Autriche I- Alessandro Hämmerle - Markus Schairer |

| Date             | Lieu     | Épreuve | Vainqueur                                       | Second                                         | Troisième                                  |
| ---------------- | -------- | ------- | ----------------------------------------------- | ---------------------------------------------- | ------------------------------------------ |
| 13 décembre 2015 | Montafon | SBXT    | France I- Nelly Moenne-Loccoz - Chloé Trespeuch | États-Unis I- Lindsey Jacobellis - Faye Gulini | Suisse I- Simona Meiler - Alexandra Hasler |

| Date            | Lieu        | Épreuve | Vainqueur                                        | Second                                        | Troisième                             |        |
| --------------- | ----------- | ------- | ------------------------------------------------ | --------------------------------------------- | ------------------------------------- | ------ |
| 9 janvier 2016  | Bad Gastein | PSLT    | Autriche II- Sabine Schöffmann - Alexander Payer | Allemagne II- Selina Jörg - Stefan Baumeister | Russie II- Alena Zavarzina - Vic Wild |        |
| 14 février 2016 | Jauerling   | PSLT    | annulé                                           | annulé                                        | annulé                                | annulé |